# The County Ground
The County Ground – stadion piłkarski w Swindon, w Anglii. Oddany został do użytku w 1896 roku. Od tego czasu swoje mecze na tym obiekcie rozgrywa zespół Swindon Town F.C., jego pojemność wynosi 12 728 miejsc. Rekordową frekwencję, wynoszącą 32 000 osób, odnotowano 15 stycznia 1972 roku podczas meczu FA Cup pomiędzy Swindon Town a Arsenalem.